# Baleine boréale
Balaena mysticetus
Genre
Espèce
Répartition géographique
Statut de conservation UICN

 LC  : Préoccupation mineure
Statut CITES
La Baleine boréale ou  Baleine du Groenland (Balaena mysticetus) est une espèce de mammifère marin appartenant au sous-ordre des baleines à fanons. C'est la seule espèce du genre Balaena. Cet animal peut vivre plus de deux siècles. C'est le vertébré qui a la plus longue longévité (possiblement jusqu'à 268 ans) après le requin du Groenland qui peut vivre jusqu'à 300 ans au moins et peut-être 500 ans.

## Description

Dimensions comparées d'une baleine boréale et d'un plongeur humain.

Cette grande baleine aux formes arrondies est de couleur sombre, à l'exception de son menton, qui porte une tache blanche dont la forme permet de distinguer les individus les uns des autres. Des taches blanches peuvent aussi apparaître à la base de la queue ou sur la nageoire caudale. Cette baleine ne possède pas de nageoire dorsale.
Les mâles mesurent de 14 à 17 m, les femelles de 16 à 18 m (exceptionnellement 20 mètres) et cette baleine pèse de 75 à 100 tonnes, ce qui en fait le deuxième plus gros animal après la baleine bleue. Leur nageoire caudale a une envergure allant de 2 à 6 m. La tête représente approximativement un tiers de la longueur totale de l'animal. Les 230 à 360 fanons mesurent jusqu'à 4 m de long, un record chez les cétacés actuels.

## Comportement
- Régime alimentaire : euphausiacés, copépodes, mollusques dérivants et méduses.

- Kate Stafford, océanographe au département de Physique appliquée de l'université de Washington a observé que cette espèce « chantait » 24 heures sur 24 pendant cinq mois. Pour la scientifique, ces informations sonores servent aux mammifères marins à communiquer pour se diriger, se nourrir, voire préparer des accouplements[3].

## Répartition et habitat
Il s'agit d'une des seules espèces endémique de baleines dans la zone Arctique. Ainsi il est possible de la rencontrer à proximité des banquises dans les eaux froides arctiques et subarctiques.

## Protection
Début 2007, le gouvernement du Canada s'entend avec les populations inuites locales afin de créer sur la Baie Isabella la première aire protégée vouée à la conservation de la baleine boréale, la réserve nationale de faune de Niginganiq.

## Populations

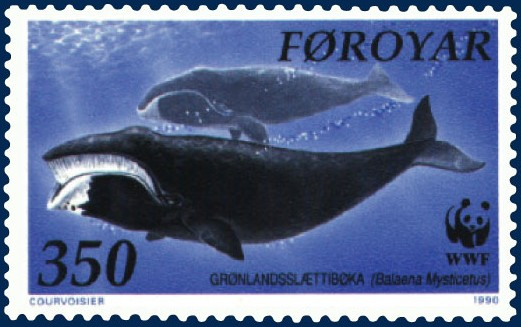
Baleine du Groenland.

Chassées depuis 1611 au Spitzberg, les Baleines boréales sont protégées par la Commission baleinière internationale depuis 1937. 
Presque exterminées au XXe siècle, on dénombre un millier d'individus à la fin des années 1970.
Dans les années 2010, leur population globale serait en augmentation, avec plus de 10 000 individus. L'UICN lui accorde pour cette raison le statut « préoccupation minimale ». L'animal se trouve uniquement dans l’hémisphère Nord, et est très rare dans l'Océan Atlantique.
Les Baleines boréales sont divisées en quatre populations. La population de l'Atlantique Nord (Océan Atlantique - Est du Groenland dont l'île de Spitzberg au Nord de la Norvège) est en danger critique d'extinction[réf. nécessaire], ou aurait même peut-être déjà disparu, en raison d'exportation intensive et plus longue de la part de la Norvège, qui continue, avec le Japon, de vouloir reprendre sa chasse. La population de la baie d'Hudson et du bassin de Foxe, estimée à 300 individus adultes, est considérée menacée par le Comité sur la situation des espèces en péril au Canada (COSEPAC). Celle du détroit de Davis et de la baie de Baffin, estimée à moins de 3 000 individus, est aussi considérée par le COSEPAC comme menacée. Finalement, la population des mers de Béring, des Tchouktches et de Beaufort est considérée comme préoccupante, toujours selon le COSEPAC.

## Longévité
La Baleine boréale fait partie des espèces présentant une sénescence négligeable : elle peut vivre au-delà de 200 ans. En 2007, un spécimen chassé en Alaska portait dans sa graisse un projectile breveté en 1879, les datations lui donnant entre 115 et 130 ans, voire, selon une étude dirigée par Jeffrey Bada, jusqu'à 211 ans,.
Dans une étude récente, des chercheurs ont montré que certains gènes associés au cancer et à la sénescence portent chez cet animal des mutations spécifiques ou sont dupliqués chez cette espèce. Ce sont là des pistes pour comprendre comment la baleine boréale peut vivre aussi longtemps.